# Guldsmedelauget
Kjøbenhavns Guldsmedelaug er et laug for guld- og sølvsmede.
Kjøbenhavns Guldsmedelaug blev stiftet i 1429. Udstedt af kong Erik af Pommern og dronning Philippa,  med tilslutning fra lensmanden på Københavns slot, Eske Brok og Københavns råd.
Laugets segl stammer fra 1584, hvor det blev anvendt første gang. Det har senere fået påsat et nyt træskæfte.